# Templand
Templand ist eine kleine Ortschaft in der schottischen Council Area Dumfries and Galloway. Sie liegt rund acht Kilometer nordwestlich von Lockerbie und rund 15 Kilometer nordöstlich von Dumfries. Direkt westlich verläuft das Kinnel Water, in das gegenüber der Ortschaft das Water of Ae einmündet.

## Geschichte
Ein Crannóg in einem Moor direkt nördlich von Templand sowie die Überreste einer rituellen Feuerbestattung belegen die frühere Besiedlung der Umgebung. Mit dem Spedlins Tower der Jardines of Applegarth, die in den 1810er Jahren auch das nahegelegene Herrenhaus Jardine Hall errichteten, sowie dem Elshieshields Tower entstanden im 15. Jahrhundert zwei Tower Houses bei Templand.

## Verkehr
Mit der Kinnel Bridge entstand 1723 bei Templand eine Querung des Kinnel Water. Sie führt heute die B7020 über den Fluss, welche die Hauptverkehrsstraße der Ortschaft bildet und sie im Norden bei Beattock an die A701 und im Süden bei Lochmaben an die A709 anschließt. Eine in Templand kreuzende Nebenstraße führt im Westen bis an die A701 und im Osten zur A74(M).